# Pagoda Kutodo
Pagoda Kutodo (Kuthodaw)(burmansko ကုသိုလ်တော် ဘုရား, izgovor: [kṵðòdɔ pʰəjá]; dobesedno Royal Merit (kraljeva zasluga) in uradno Mahaloka Marazein မဟာလောကမာရဇိန်စေတီ)  je budistična stupa v Mandalaju v Mjanmarju z največjo knjigo na svetu. Leži ob vznožju pogorja Mandalaj in je bila zgrajena med vladanjem kralja Mindona. Stupa, ki je pozlačena nad svojimi terasami, je visoka 57 metrov in je narejena po zgledu  pagode Švezigon na Njaung-Uju v bližini Bagana. Na območju pagode je 729 kjauksa gu ali jam s kamnitimi napisi, vsaka ima marmorno ploščo, popisano na obeh straneh  z besedili iz Tipitake, celoten Pali kanon teravadskega budizma.

## Kraljeva zasluga
Kralj Mindon Min je pagodo zgradil kot del tradicionalnih temeljev novega kraljevega glavnega mesta Mandalaj leta 1857. Leta 1871 je v njej sklical 5. budistično sinodo. Potomcem je želel zapustiti veliko umetniško delo v kamnu, ki ga predstavlja Tipitaka (sanskrtska beseda, ki pomeni tri košare in opisuje njihove različne norme spisov), ki bi naj zdržal še pet tisočletij po Budi. Gradnja pagode se je začela leta 1860, njen hti (senčnik, dežnik ali krona) je bil nameščen 19. julija 1862, napisi pa kažejo, da je bila odprta za javnost 4. maja 1868. Bili so razporejeni v urejenih vrstah v treh ogradah, 42 v prvi, 168 v srednji in 519 v tretji. Še ena stoji na jugovzhodnem vogalu prve ograde, v kateri je 730. kamniti zapis. 34 opečnih zajatov (zavetišč) stoji vse naokoli, razen na vzhodni strani pagode. 
Glavni vhod je z juga skozi masivna, vendar odprta tikova vrata, bogato izrezljana s cvetličnimi vzorci, spiralami in deva nati (božanskimi duhovi [[nat (duh)|nat). To je pokrit pristop ali saungdan kot v večini burmanskih pagod s freskami pod streho. Med vrstami kamnitih napisnih stup rastejo drevesa Mimusops elengi (je zimzeleno drevo, njegov les je dragocen, sadje je užitno in se uporablja v tradicionalni medicini; kot drevo daje gosto senco in cvetovi oddajajo vonj, ki je cenjen v vrtu), ima veje podobne jasminu, ki odišavijo celoten kompleks. Burmanske družine imajo piknike v senci pod temi drevesi, pobirajo cvetje, da bi naredili vence za Budo ali ga nosili v laseh, otroci pa se igrajo skrivalnice med vrstami stup. Na jugozahodu notranje terase je zelo staro drevo, za katero verjamejo, da je staro 250 let, njegove nizke veje so privzdignjene s podporami.

## Priključitev in skrunitev
Ko so Britanci leta 1885 priključili Mandalaj, je obzidano mesto Palača Mandalaj postalo Fort Dufferin. V njej in okoliških samostanih in pagodah so bili nastanjeni vojaki. Postali so zaprti za javnost in Burmancem ni bilo več dovoljeno obiskovati verskih objektov. Davčni izvedenec U Aung Ban je uveljavil idejo o direktivi kraljice Viktorije, ki je obljubila spoštovati vse religije, v katere so verovali njeni podložniki. Na njihovo začudenje in veliko veselje je leta 1890 britanska kraljica ukazala umik vseh svojih čet iz verskih prostorov. Na veliko žalost so ugotovili, da je bila pagoda izropana, manjkali so htiji, zlato, srebro, diamanti, rubini in drugi dragi kamni,  italijanske ploščice iz marmorja na terasah, zvonovi so ležali na tleh. Zatočišča so bila popolnoma uničena, opeke so bile uporabljene za gradnjo ceste za vojsko. Vsi medeninasti zvonovi iz vseh kjauksa gu stup so izginili, 9 na vsaki, kar je 6570 zvonov, prav tako tudi zlato črnilo iz črk ter tudi na obeh robovih in na vrhu vsake marmorne plošče. Vsa mitološka bitja vzdolž koridorjev so ostala brez glave, marmorne oči in kremplji z zidanih čint so izginili.

## Obnova
Odbor visokih menihov, člani kraljeve družine in nekdanji pripadniki kralja, vključno Atumaši Sajado (opat iz samostana Atumaši), Kinvon Min Dži U Kaung (kancler), Hleithin Atwinwun (minister kraljeve flote), Yaunghwe Saopha Sir Saw Maung in Mobyè Sitke (general kraljeve vojske), so bili leta 1892 določeni, da začnejo obnovo s pomočjo in donacijami družin prvotnih donatorjev v skladu z običaji in tudi javnosti.
Sitkè je vprašal za dovoljenje višjih menihov o posaditvi drevesa hkajei (star flower) in meze (Madhuca longifolia). Zlate črke so zamenjali s črnim črnilom, ki ga je lažje brati. Kovinske htije kjauksa gus so nadomestili s kamnitimi, ki so jih plačali člani kraljeve družine (155), nekdanji pripadniki kraljeve vojske (58), Šan Saophas in Miosas (102) in javne donacije (414). Leta 1913 je Sir Pad Ta, trgovec z rižem iz Ranguna (Jangon), pagodo popravil in pozlatil. Naslednje leto je društvo Pitaka namestilo železna vrata na napisne kamne na južne odprtine, kot so bili izrezljani leseni paneli, ki so jih uničili vojaki. Zahodna vrata je naslednje leto podarila slavna zat mintha (gledališka performerka) U Po Sein, vrata na severu in vzhodu pa otroci in vnuki kralja Mindona leta 1932. Leta 1919 je puščavnik U Kandi vodil obnovo južne in zahodne saungdane (pokriti pristopi).

## Galerija
<gallery>
File:Myanmar tourist sale.JPG|Saungdan (pokrit pristop) do Kutoda z juga
Image:Kuthodaw_west.JPG|Zahodni saungdan
Image:Stairs to the upper terrace Kuthodaw Pagoda (0667).JPG|Stopnišče na zgornjo teraso Kutodo varujejo mitska bitja
Image:Kuthodaw_Bell.JPG|Zvon v Kutodu
Image:Buddha statue at Kuthodaw.JPG|Inga nan paya - majhno Budovo svetišče za planetarno pošto Merkurja
File:Zayat at Kuthodaw Pagoda 2.jpg|Zajat na jezeru južno od Kutoda
Image:Kuthodaw_picnic.JPG|Družinski piknik v Kuthodu pod drevesom (Mimusops elengi)
Image:Zayat at Kuthodaw Pagoda.jpg|Zajat na SV terasi Kutoda
File:Kuthodaw1.JPG|Kuthodaw pagoda, stena